# Manuel del Toro
Manuel del Toro Castro (* 28. Juli 1925 in Las Palmas, Gran Canaria) ist ein ehemaliger spanischer Fußballspieler auf der Position eines Stürmers.

## Laufbahn
Del Toro spielte (von mindestens 1949) bis 1951 bei Real Murcia und wechselte nach dessen Abstieg aus der spanischen Primera División nach Mexiko, wo er bis mindestens 1956 beim Puebla FC unter Vertrag stand. In der Saison 1952/53 gewann Del Toro mit den Camoteros den mexikanischen Pokalwettbewerb.

## Erfolge
- Mexikanischer Pokalsieger: 1953